# Museum der dakischen und römischen Zivilisation

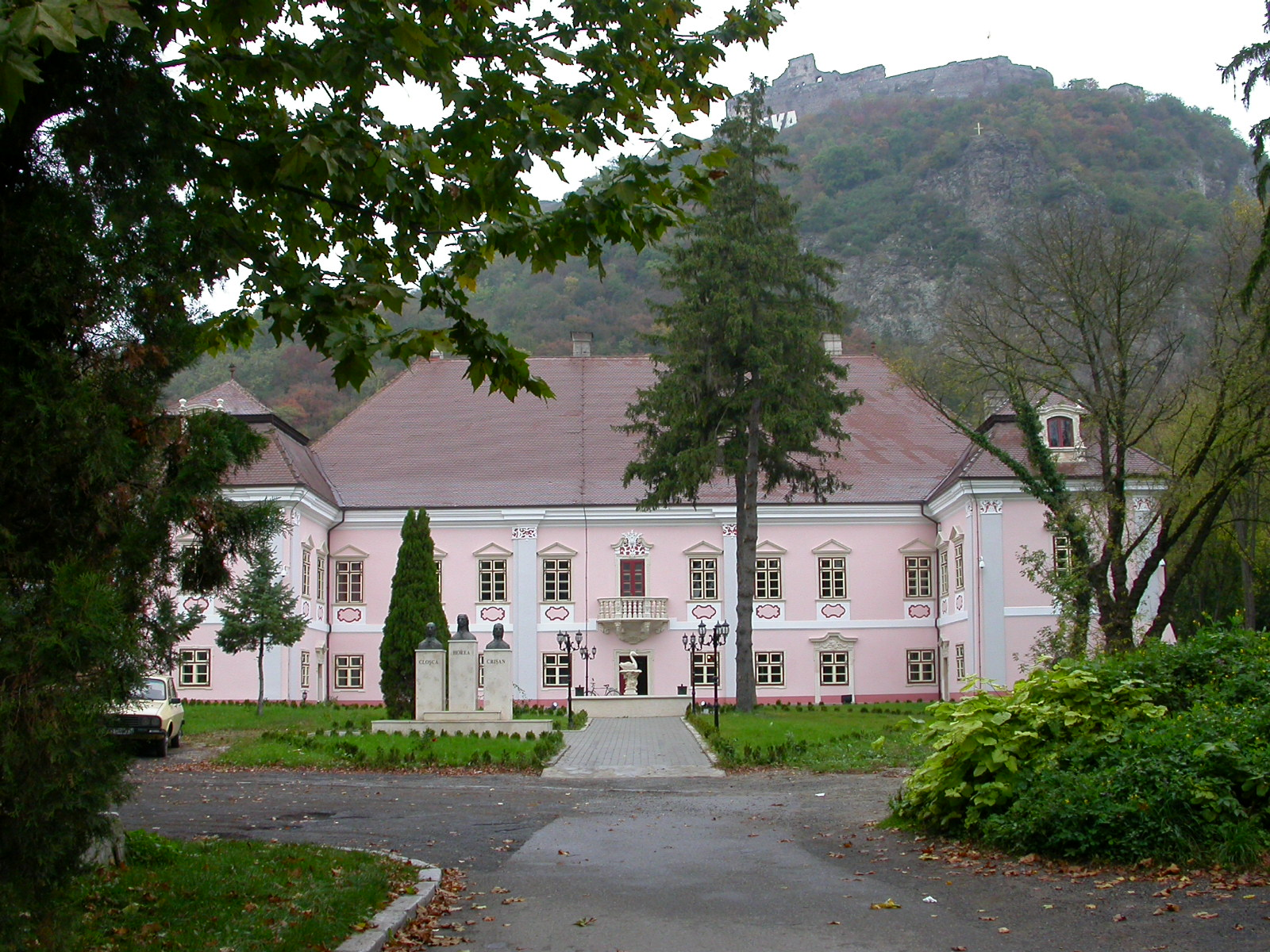
Magna Curia mit dem Museum der dakischen und römischen Zivilisation unterhalb der Burg Deva

Das Museum der dakischen und römischen Zivilisation (rumänisch: Muzeul Civilizaţiei Dacice şi Romane) ist ein Museum in Deva, der Hauptstadt des Kreises Hunedoara in der rumänischen Region Siebenbürgen.

## Geschichte und Gebäude
Die Initiative zur Museumsgründung ging 1880 von der Societatea de Istorie și Arheologie a Comitatului Hunedoara (Gesellschaft für Geschichte und Archäologie des Kreises Hunedoara) aus, die von George Bariț finanziell unterstützt wurde. Das Museum wurde schließlich in dem Barockpalast Magna Curia untergebracht und 1882 – zunächst als Muzeul Judecean Hunedoara (Kreismuseum Hunedoara) – eröffnet.
Die Magna Curia ist das älteste Baudenkmal im Stadtgebiet von Deva und wurde 1582 vom Gouverneur Francisc Gesztyvom unterhalb der Burg Deva im Stil der Renaissance errichtet. Es diente als Residenz für Sigismund Báthory, Giorgio Basta, Stephan Bocskai, Gabriel Báthory und Gabriel Bethlen. Bethlen veranlasste 1621 einen grundlegenden Umbau. Durch eine weitere Renovierung im 18. Jahrhundert erhielt das Gebäude schließlich seine heutige, barocke Gestalt.

## Sammlungen, Bibliothek, Publikationen
Das Museum beherbergt archäologische Sammlungen aus der Vor- und Frühgeschichte, der dakischen, der römischen sowie der Völkerwanderungszeit und des frühen Mittelalters, ferner numismatische Sammlungen, Kunst- und kunsthandwerkliche Sammlungen, ethnologische Objekte (wie Trachten, Werkzeuge, Keramik und Ikonen), sowie naturwissenschaftliche, insbesondere paläontologische Sammlungen. Seine Bibliothek umfasst mehr als 40.000 Bände. Seit 1937 gibt das Museum regelmäßig das fachwissenschaftliche Jahrbuch Sargetia. Acta Musei Devensis heraus, inzwischen auch online im Open Access.
Das Museum ist in vier verschiedene Abteilungen untergliedert, die zum Teil in andere Gebäude ausgelagert worden sind:
- die Abteilung für Geschichte befindet sich im Hauptgebäude,
- die Abteilung für Numismatik ist ebenfalls im Hauptgebäude untergebracht,
- die Abteilung für Kunst befindet sich im Palast der Präfektur am gegenüberliegenden Ende des Schlossparks, und
- die Abteilung für Naturwissenschaften ist in einem Nebengebäude des Schlosses untergebracht.

Römische Steindenkmäler im Museum der dakischen und römischen Zivilisation
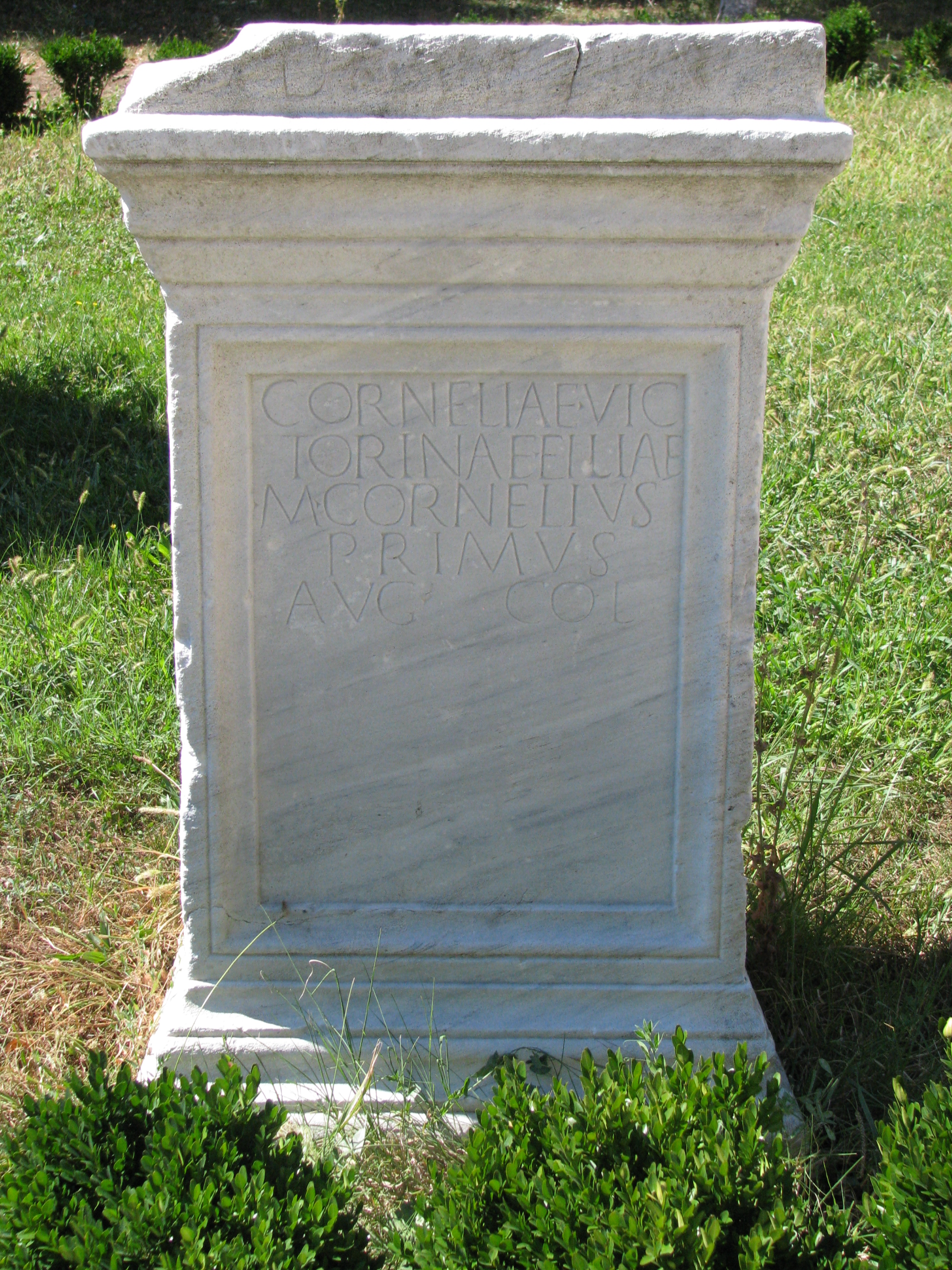
Alltar mit Weiheinschrift D(is) M(anibus) Corneliae Victorinae filiae M(arcus) Cornelius Primus Aug(ustalis) col(oniae) (CIL, III, 01499)
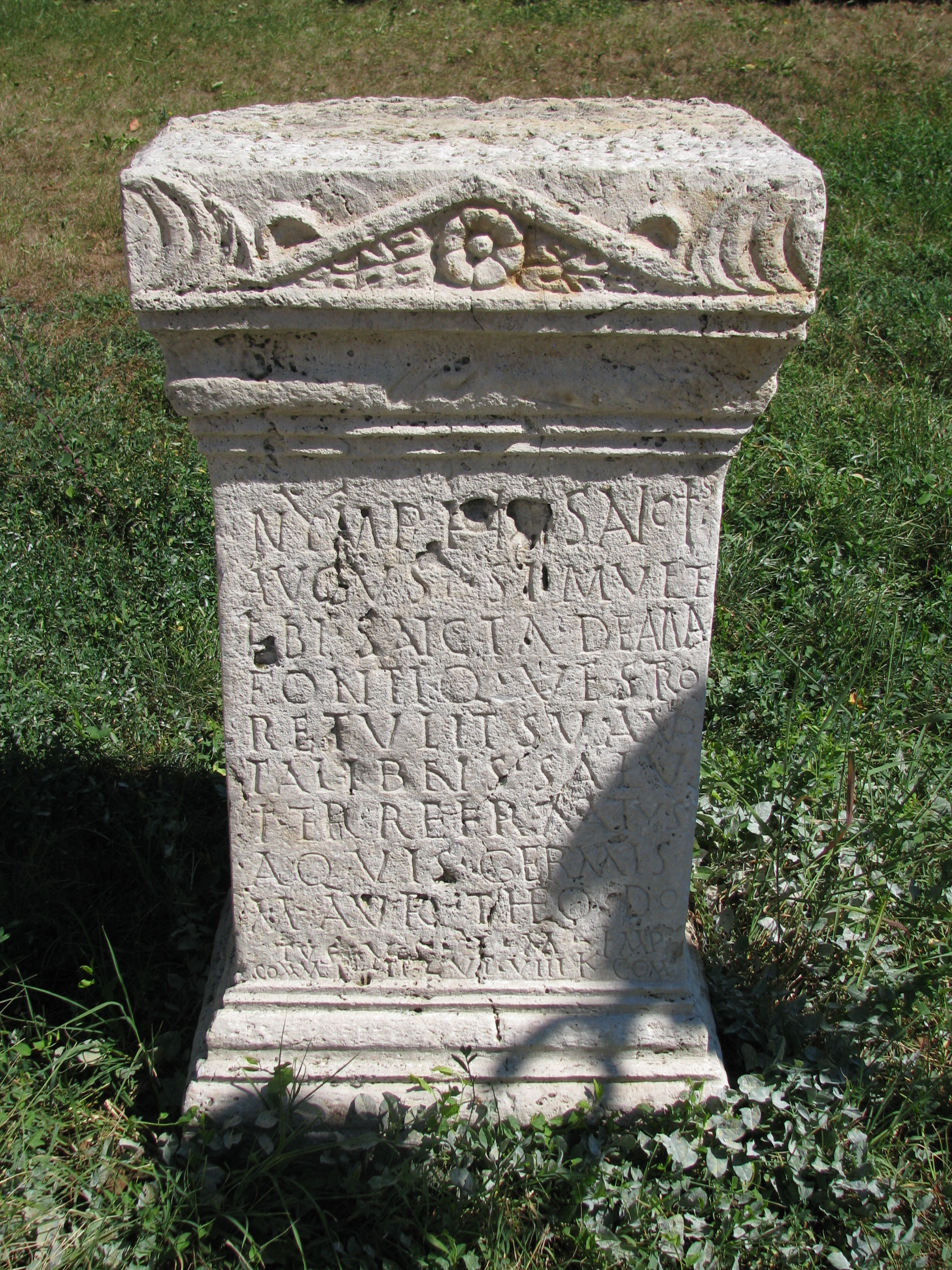
Altar mit Weiheinschrift des Marcus Aurelius Theodotus (AE, 2010, +01356)
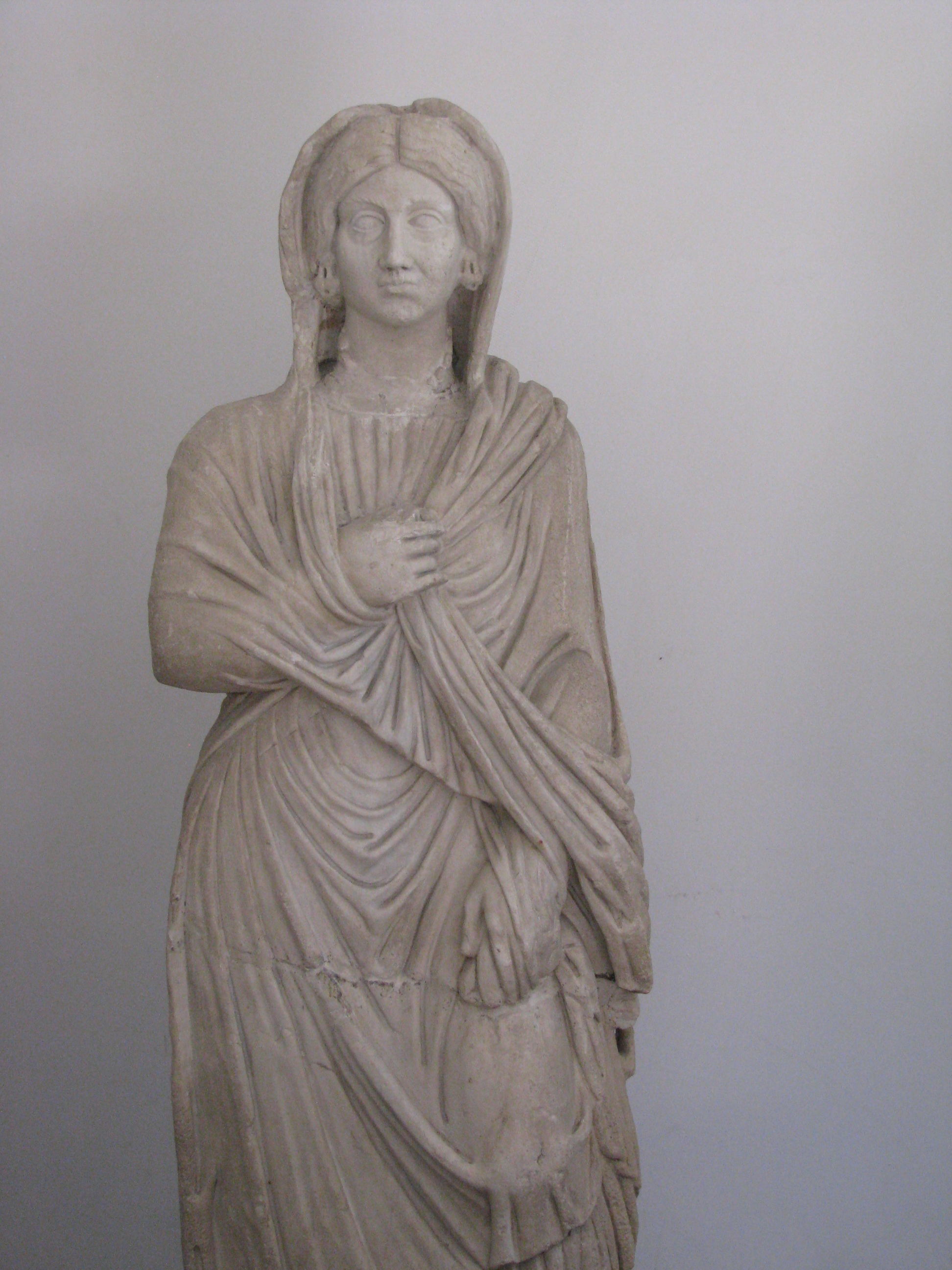
Weibliche Statue, Beschreibung fehlt
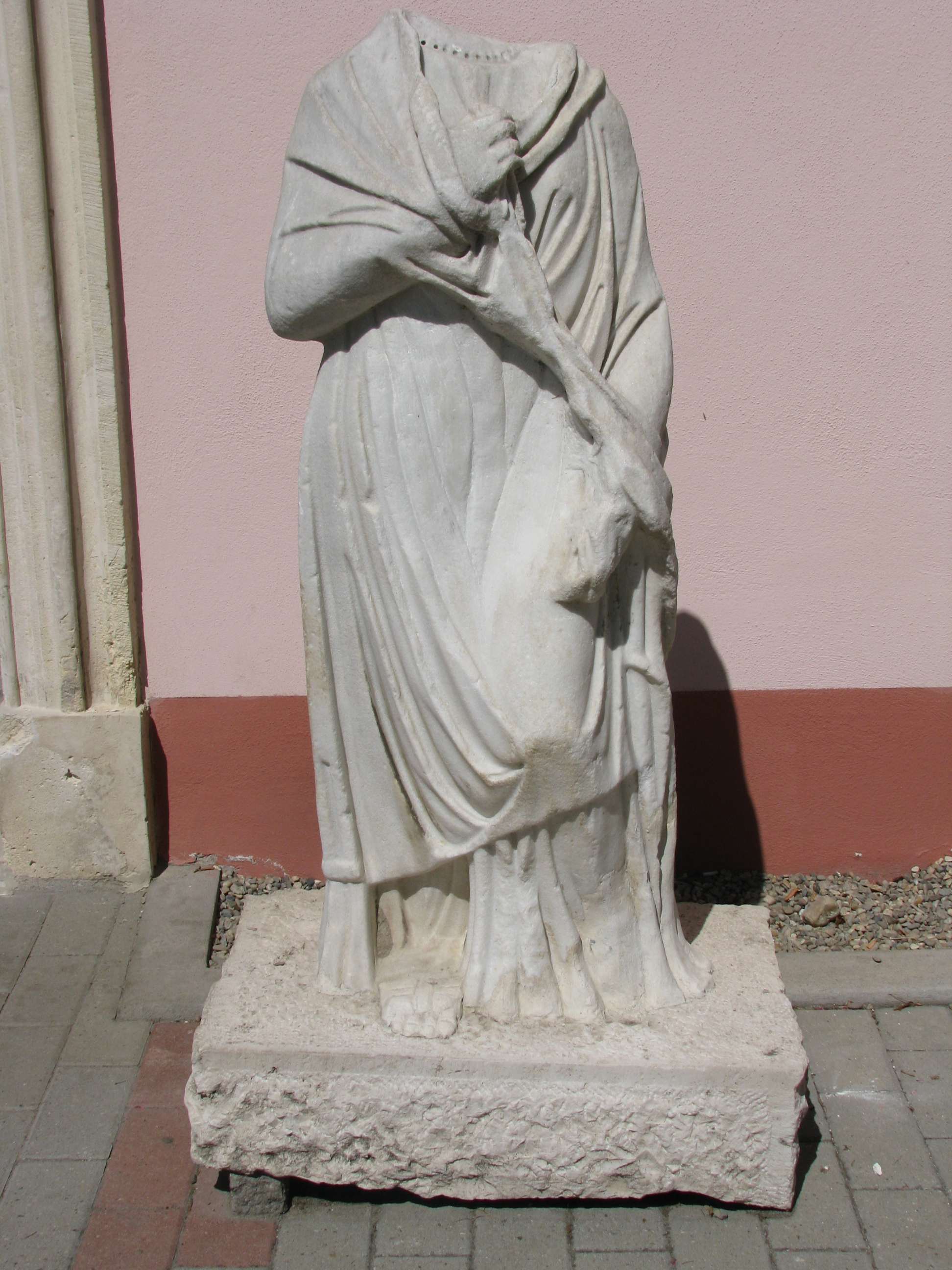
Marmorstatue, Beschreibung fehlt
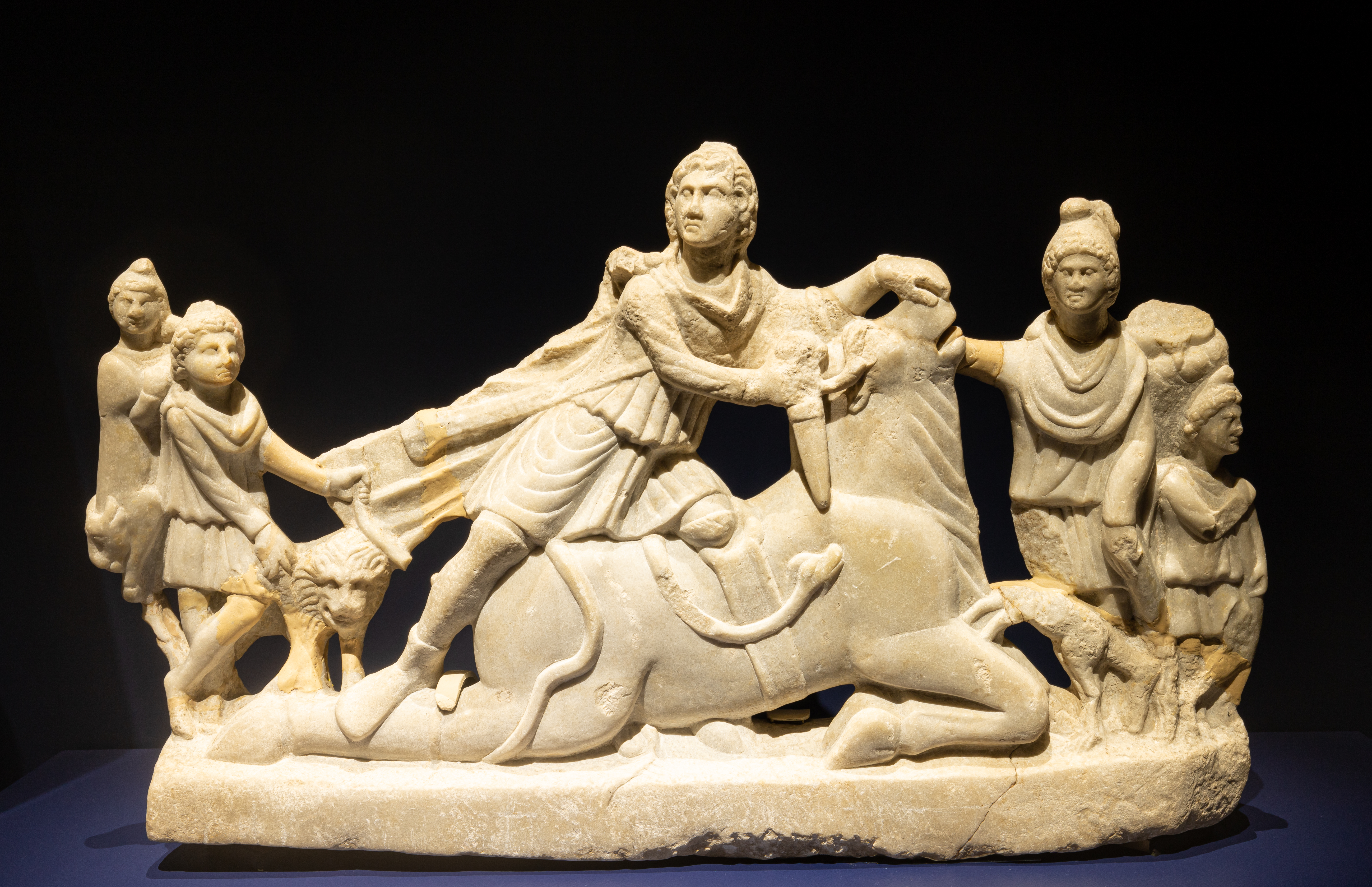
Tauroktonie, Marmor, nach 150 u. Z.